# Gulpannad dvärgbarbett
Gulpannad dvärgbarbett (Pogoniulus chrysoconus) är en fågel i familjen afrikanska barbetter inom ordningen hackspettartade fåglar.

## Utseende och läte
Gulpannad dvärgbarbett är en mycket liten barbett. Den har kraftigt fläckad och streckad ovansida, enfärgat citrongul undersida och en tydlig guldgul fläck i pannan som gett den sitt namn. Lätet består av ett distinkt upprepat "pok-pok-pok..." som kan pågå i minuter. Rödpannad dvärgbarbett och nataldvärgbarbett är mycket lik, men denna har just rött i pannan och lätet är snabbare och ljusare. 

## Utbredning och systematik
Gulpannad dvärgbarbett delas in i tre underarter:
- Pogoniulus chrysoconus chrysoconus – förekommer från sydvästra Mauretanien och Senegal och Gambia till Etiopien och nordvästra Tanzania
- Pogoniulus chrysoconus xanthostictus – förekommer i höglandet i centrala och södra Etiopien
- Pogoniulus chrysoconus extoni – förekommer från Angola till södra Kongo-Kinshasa, Tanzania, Namibia, Botswana, södra Moçambique

## Levnadssätt
Gulpannad dvärgbarbett hittas i torr savann, lövfällande öppet skogslandskap och i bergsskogar. Där ses den i par, födosökande efter mestadels frukt.

## Status
Arten har ett stort utbredningsområde och beståndet anses stabilt. Internationella naturvårdsunionen IUCN listar den därför som livskraftig (LC).